# Pedro León
Pedro León Sánchez Gil (Mula, 27 novembre 1986) è un calciatore spagnolo, centrocampista o ala del Real Murcia.

## Biografia
È fratello del ciclista Luis León Sánchez, l'altro fratello Antonio è un calciatore.

## Carriera

### Club
Nato a Mula, regione di Murcia, León ha iniziato la sua carriera nelle squadre giovanili del Muleño CF e della Nueva Vanguardia, per poi trasferirsi nei primi mesi del 2004 al Real Murcia. Viene impiegato inizialmente nella squadra B, in Segunda División, dove debutta il 15 gennaio 2005 nella partita persa per 1-5 contro il Lleida. Colleziona altre 18 presenze in stagione, segnando 4 gol, di cui uno nella vittoria per 3-1 sui rivali del Ciudad de Murcia.
Nelle seguenti due stagioni divenne un giocatore importante per il Real Murcia, segnando 7 reti nel 2006-2007, di cui diverse da calci di punizione, riportando la sua squadra nella Primera División dopo un'assenza di tre anni.
Nell'estate del 2007 si è invece trasferito al Levante per 1,8 milioni.
Durante la stagione 2007-2008 viene spesso relegato in panchina, partendo dall'inizio solo in 11 occasioni.
Il 1º settembre 2008 il Real Valladolid lo acquista dopo una rapida trattativa per 1,7 milioni. Diventa ben presto titolare e la sua prima rete arriva nel successo per 3-0 sul Villarreal.
Dopo lunghe trattative, il 25 agosto 2009, León viene ceduto al Getafe CF per 4 milioni di euro.
Il 15 luglio 2010, Pedro León viene ceduto al Real Madrid di José Mourinho per 10 milioni di euro.
Dopo l'esordio in Champions League contro l'Ajax a dieci minuti dalla fine, sempre all'80º minuto subentra al portoghese Pepe durante la gara Milan-Real Madrid e al 93º firma il suo primo goal in Champions League, portando la partita sul risultato di 2-2.
Il 31 agosto 2011, dopo una stagione nel club merengue, contrassegnata da uno scarso numero di presenze (sempre subentrato dalla panchina in campionato), torna al Getafe. Il centrocampista murciano si trasferisce con la formula del prestito con diritto di riscatto a 6 milioni di euro.  Il 1º ottobre segna il suo primo gol nella sua seconda partita, con uno spettacolare tiro dalla lunga distanza contro il Málaga CF, in una sconfitta per 2-3.
Nella finestra estiva del mercato 2013 viene riscattato dal Getafe per 6 milioni di euro.
Nella stagione 2013-2014, diventa un titolare fisso del Getafe, trovando anche la sua prima doppietta in carriera il 6 ottobre 2013 nella partita di campionato contro il Betis Siviglia, partita poi finita 3-1 per i madrileni.
Nel 2016 si trasferisce all'Eibar.
Il 1º agosto 2021 firma per il Fuenlabrada.

### Nazionale
León fece il suo debutto nella Nazionale spagnola under-21 il 31 gennaio 2007. Poi il CT Iñaki Sáez decise di farlo giocare nuovamente il 6 febbraio dello stesso anno in un'amichevole contro l'Inghilterra (2-2), venendo sostituito da Juan Manuel Mata.
Giocò anche nel 2009, durante la qualificazione agli europei, contro la Georgia (1-0), sostituendo Alejandro Alfaro.
Viene inserito nella lista dei 23 convocati per la fase finale del campionato europeo di calcio Under-21; nella partita contro la nazionale di calcio della Finlandia Under-21 segna anche un gol con la sua Nazionale che non passa la fase a gironi.

## Statistiche

### Presenze e reti nei club
Statistiche aggiornate al 29 gennaio 2024.
| Stagione        | Squadra         | Campionato      | Campionato | Campionato | Coppe nazionali | Coppe nazionali | Coppe nazionali | Coppe continentali | Coppe continentali | Coppe continentali | Altre coppe | Altre coppe | Altre coppe | Totale | Totale |
| Stagione        | Squadra         | Comp            | Pres       | Reti       | Comp            | Pres            | Reti            | Comp               | Pres               | Reti               | Comp        | Pres        | Reti        | Pres   | Reti   |
| --------------- | --------------- | --------------- | ---------- | ---------- | --------------- | --------------- | --------------- | ------------------ | ------------------ | ------------------ | ----------- | ----------- | ----------- | ------ | ------ |
| 2004-2005       | Real Murcia     | SD              | 7          | 1          | CR              | 0               | 0               | -                  | -                  | -                  | -           | -           | -           | 7      | 1      |
| 2005-2006       | Real Murcia     | SD              | 30         | 2          | CR              | 2               | 0               | -                  | -                  | -                  | -           | -           | -           | 32     | 2      |
| 2006-2007       | Real Murcia     | SD              | 31         | 7          | CR              | 1               | 0               | -                  | -                  | -                  | -           | -           | -           | 32     | 7      |
| 2007-2008       | Levante         | PD              | 24         | 3          | CR              | 3               | 0               | -                  | -                  | -                  | -           | -           | -           | 27     | 3      |
| 2008-2009       | Real Valladolid | PD              | 33         | 3          | CR              | 2               | 2               | -                  | -                  | -                  | -           | -           | -           | 35     | 5      |
| 2009-2010       | Getafe          | PD              | 35         | 8          | CR              | 7               | 1               | -                  | -                  | -                  | -           | -           | -           | 42     | 9      |
| 2010-2011       | Real Madrid     | PD              | 6          | 0          | CR              | 4               | 1               | UCL                | 4                  | 1                  | -           | -           | -           | 14     | 2      |
| 2011-2012       | Getafe          | PD              | 13         | 1          | CR              | 0               | 0               | -                  | -                  | -                  | -           | -           | -           | 13     | 1      |
| 2012-2013       | Getafe          | PD              | 29         | 3          | CR              | 1               | 0               | -                  | -                  | -                  | -           | -           | -           | 30     | 3      |
| 2013-2014       | Getafe          | PD              | 37         | 7          | CR              | 4               | 0               | -                  | -                  | -                  | -           | -           | -           | 41     | 7      |
| 2014-2015       | Getafe          | PD              | 25         | 2          | CR              | 4               | 0               | -                  | -                  | -                  | -           | -           | -           | 29     | 2      |
| 2015-2016       | Getafe          | PD              | 31         | 2          | CR              | 2               | 1               | -                  | -                  | -                  | -           | -           | -           | 33     | 3      |
| Totale Getafe   | Totale Getafe   | Totale Getafe   | 170        | 23         |                 | 18              | 2               |                    | -                  | -                  |             | -           | -           | 188    | 25     |
| 2016-2017       | Eibar           | PD              | 37         | 10         | CR              | 2               | 1               | -                  | -                  | -                  | -           | -           | -           | 39     | 11     |
| 2017-2018       | Eibar           | PD              | 12         | 0          | CR              | 0               | 0               | -                  | -                  | -                  | -           | -           | -           | 12     | 0      |
| 2018-2019       | Eibar           | PD              | 9          | 1          | CR              | 0               | 0               | -                  | -                  | -                  | -           | -           | -           | 9      | 1      |
| 2019-2020       | Eibar           | PD              | 31         | 1          | CR              | 1               | 1               | -                  | -                  | -                  | -           | -           | -           | 32     | 2      |
| 2020-2021       | Eibar           | PD              | 24         | 1          | CR              | 3               | 3               | -                  | -                  | -                  | -           | -           | -           | 27     | 4      |
| Totale Eibar    | Totale Eibar    | Totale Eibar    | 113        | 13         |                 | 6               | 5               |                    | -                  | -                  |             | -           | -           | 119    | 18     |
| 2021-2022       | Fuenlabrada     | PD              | 39         | 9          | CR              | 2               | 0               | -                  | -                  | -                  | -           | -           | -           | 41     | 9      |
| 2022-2023       | Real Murcia     | RFEF            | 35         | 15         | CR              | 0               | 0               | -                  | -                  | -                  | -           | -           | -           | 35     | 15     |
| 2023-2024       | Real Murcia     | RFEF            | 30         | 3          | CR              | -               | -               | -                  | -                  | -                  | -           | -           | -           | 30     | 3      |
| Totale Murcia   | Totale Murcia   | Totale Murcia   | 133        | 28         |                 | 3               | 0               |                    | -                  | -                  |             | -           | -           | 136    | 28     |
| Totale Carriera | Totale Carriera | Totale Carriera | 453        | 79         |                 | 31              | 9               |                    | 4                  | 1                  |             | -           | -           | 488    | 89     |

## Palmarès

### Club

#### Competizioni nazionali
Coppa del Re: 2010-2011
Real Madrid: 2010-2011